# Chmelovice
Chmelovice (německy Chmelowitz) je malá vesnice, část obce Králíky v okrese Hradec Králové. Nachází se asi 2 km na severovýchod od Králík. V roce 2009 zde bylo evidováno 26 adres. V roce 2001 zde trvale žilo 41 obyvatel.
Chmelovice je také název katastrálního území o rozloze 2,54 km2.

## Historie
První písemná zmínka o obci pochází z roku 1786.

## Pamětihodnosti
- Hospodářský dvůr čp. 1